# Hydriomena cydra
Hydriomena cydra là một loài bướm đêm trong họ Geometridae.